# Quedlinburger Roland

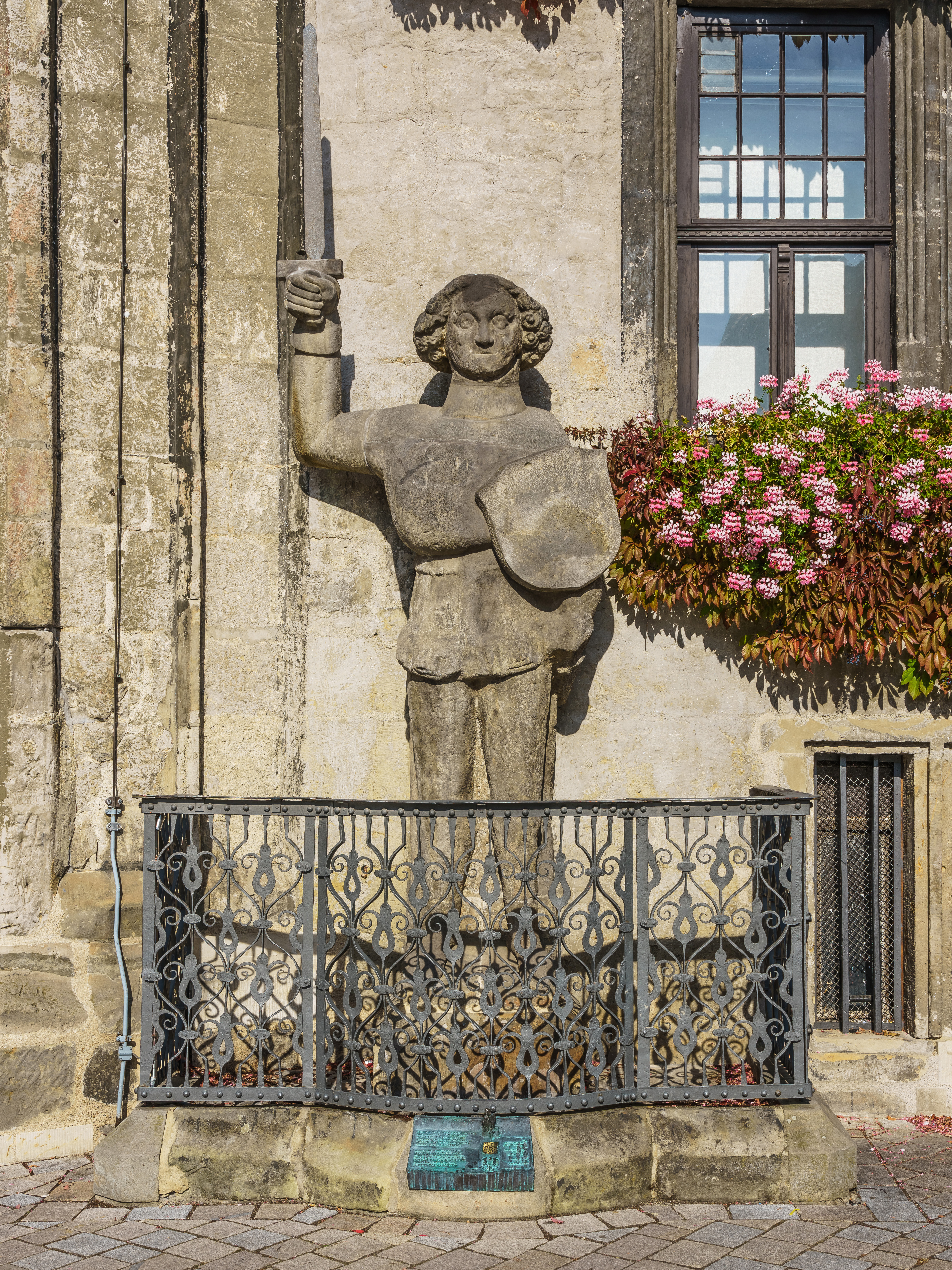
Quedlinburger Roland

Der Quedlinburger Roland ist eine 2,75 Meter hohe Rolandstatue aus Buntsandstein auf dem Marktplatz an der südwestlichen Ecke des Rathauses der Stadt Quedlinburg. Ihr Schöpfer ist unbekannt. Mit seiner Größe ist er der zweitkleinste bekannte Roland und ist im Quedlinburger Denkmalverzeichnis eingetragen.

## Geschichte
Der Quedlinburger Roland wurde erstmals 1460 erwähnt, nachdem Kosten für die Reparatur auftauchten. Vermutet wird, dass er relativ zeitnah nach dem Beitritt Quedlinburgs zur Hanse im Jahre 1426 bzw. der Errichtung 1433 des Rolands in der Schwesterstadt Halberstadt errichtet wurde. Er stellt eine Ritterfigur mit erhobenem Schwert und Schild dar. 1477 wurde das Standbild auf Veranlassung der Äbtissin Hedwig, Herzogin von Sachsen, zerstört. 1569 ließ der Rat die Rolandsfigur im Hof des Ratskellers wieder neu aufstellen und 1869 wurden die Bruchstücke der Rolandstatue vor dem Rathaus aufgestellt.
Die Neuaufstellung der Statue fand 1869 auf Veranlassung des Oberbürgermeisters Gustav Brecht, jedoch nicht am ursprünglichen Standort statt. Sein Platz befindet sich heute links bzw. westlich vom Eingangsportal des Rathauses. Ihm zu Füßen liegt das Stadtwappen Quedlinburgs als Mosaik. Die Figur ist von einem im späten 16. Jahrhundert entstandenen Gitter eingefriedet, das ursprünglich von einem Altan eines Gebäudes auf dem Grundstück Markt 10 stammt.
1987 war der Quedlinburger Roland auf einer in der DDR herausgegebenen Briefmarke abgebildet. Ende der 1990er Jahre wurde eine Beleuchtung vor dem Sockel eingebaut. 2013 wurde die Figur gesäubert und komplettiert.
Im Jahr 2013 wurden im Zuge der Neugestaltung des Marktes die Fundamente des 1477 zerschlagenen Rolands vor dem Haus Markt 5 gefunden, etwa acht Meter vor der vorkragenden Hausecke des Gebäudes. Der Roland stand bis 1477 also frei auf dem Markt. Zuvor war als vermuteter ehemaliger Standort ein Punkt vor dem Haus Markt 4 angenommen worden. Am 13. Dezember 2013 wurde der restaurierte Roland, er erhielt unter anderem eine neue Nase, wieder der Öffentlichkeit übergeben.